# Namulnik brzegowy
Namulnik brzegowy (Limosella aquatica L.) – gatunek rośliny z rodziny trędownikowatych. Występuje w Eurazji, Afryce Północnej, Ameryce Północnej i Południowej.
W Polsce jest gatunkiem nieczęstym; rośnie w rozproszeniu na terenie całego kraju.

## Morfologia

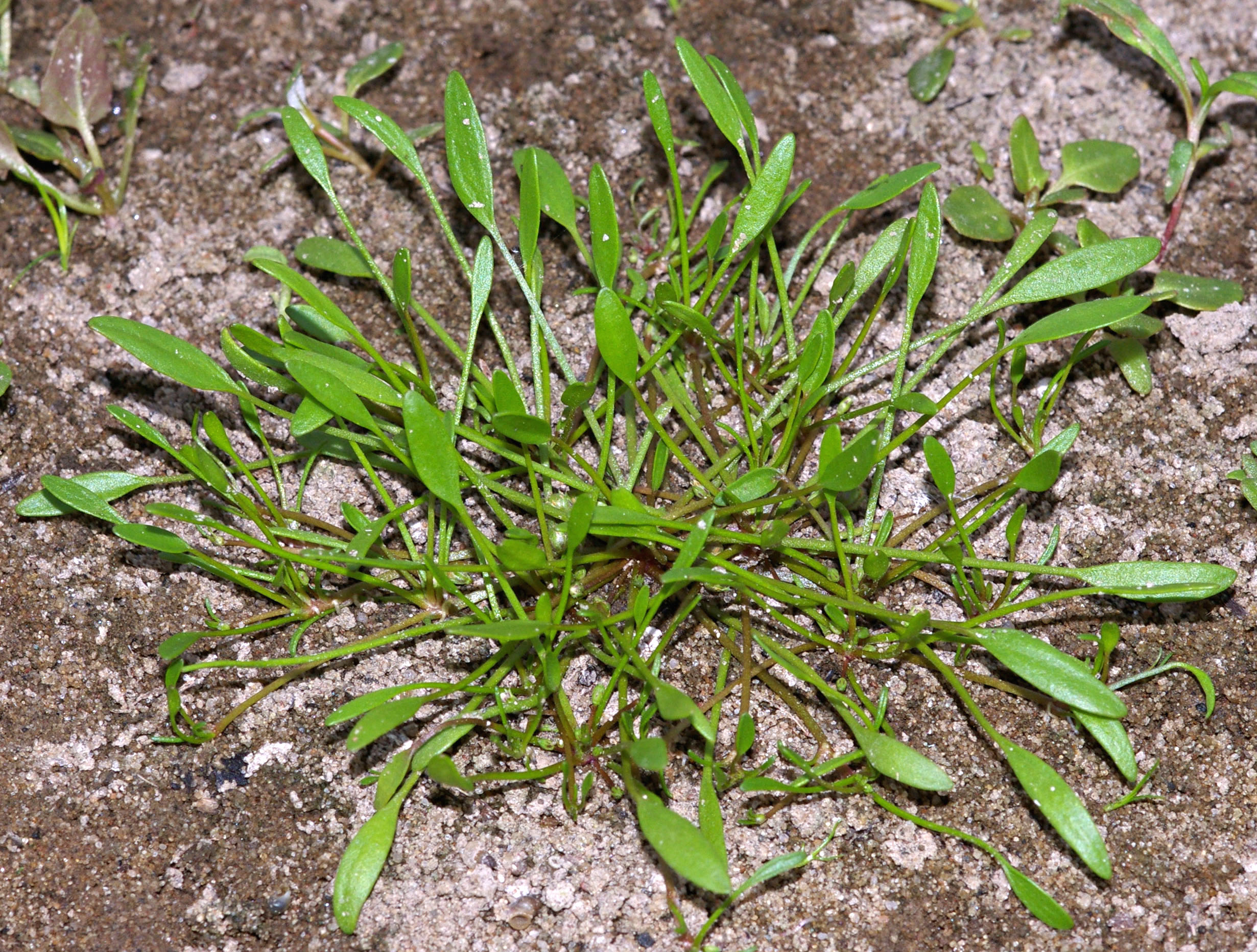
Pokrój

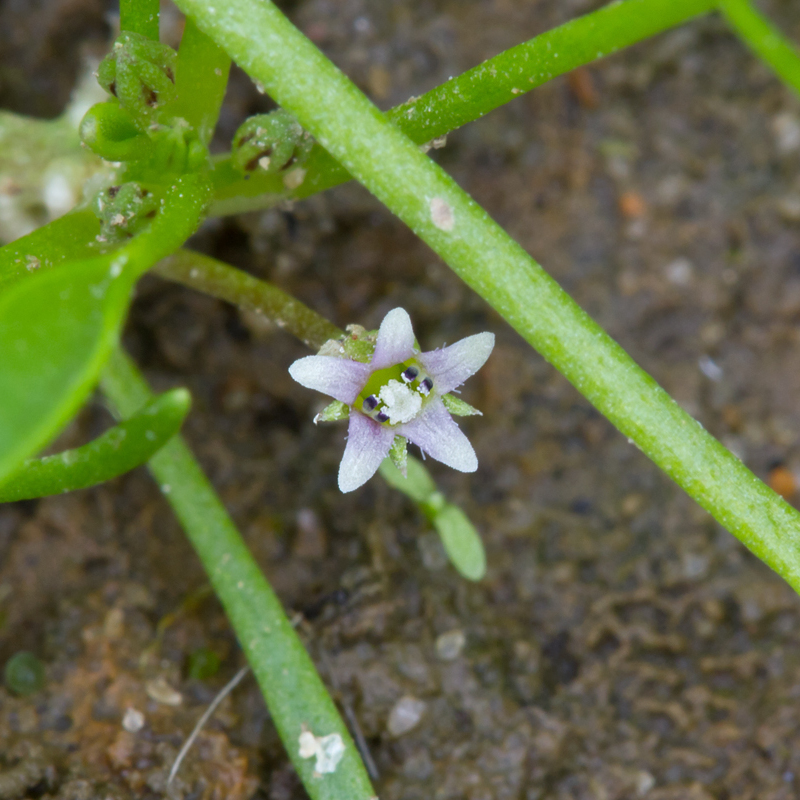
Kwiat

ŁodygaNaga, 3–5 cm wysokości.
LiścieTworzą różyczkę liściową. Liście podługowato łopatkowate, całobrzegie, długoogonkowe.
KwiatySzypułki kwiatowe o długości 2–5 cm wyrastają z pachwin liści. Kielich dzwonkowaty, o pięciu zaostrzonych ząbkach. Korona kwiatu biaława lub bladolila, o długości 2-3 mm, o pięciu prawie jednakowych łatkach. Cztery pręciki.
OwocTorebka.

## Biologia i ekologia
Roślina jednoroczna. Kwitnie od maja do października. Rośnie na piaszczystych brzegach cieków i zbiorników wodnych i namuliskach. Liczba chromosomów 2n =40. Gatunek charakterystyczny związku Elatini-Eleocharition ovatae.

## Zagrożenia i ochrona
Roślina umieszczona na polskiej czerwonej liście w kategorii NT (bliski zagrożenia). Znajduje się także w czerwonej księdze gatunków zagrożonych w kategorii LC (najmniejszej troski).